# Lockheed L-1649 Starliner
Il Lockheed L-1649 Starliner era un quadrimotore di linea ad ala bassa prodotto dall'azienda statunitense Lockheed Corporation negli anni sessanta.
Si trattava dell'estremo sviluppo del progetto del Lockheed L-049 Constellation, nato agli inizi degli anni quaranta. Fu uno degli ultimi grandi velivoli da trasporto mosso da motori a pistoni, nato quando ormai l'era degli aviogetti commerciali era alle porte.

## Sviluppo e tecnica
Lo sviluppo di un successore del Super Constellation ebbe inizio quando la Lockheed si trovò a controbattere la concorrenza del Douglas DC-7C (o Seven Seas come veniva chiamato per un gioco di assonanze circa la pronuncia della sua sigla). Designata L-1449, la nuova versione del velivolo doveva essere spinta da quattro turboeliche Pratt & Whitney PT2G-3 per un totale di 4 101 kW (5 500 hp) ed avrebbe dovuto avere una velocità di crociera superiore a quella del suo rivale, mantenendo al tempo stesso un'identica autonomia grazie a serbatoi di carburante più grandi, alloggiati nella struttura alare.
Diverse le versioni, in base alle diverse fonti disponibili, circa le previste dimensioni della fusoliera dell'L-1449: secondo l'organizzazione non a scopo di lucro Air-Britain avrebbe dovuto essere di 140 cm più lunga rispetto a quella della serie L-1049 mentre secondo l'autore Robert W. Rummel la nuova versione avrebbe avuto la stessa fusoliera del velivolo precedente.
Comunque sia, nel dicembre del 1954 la Hughes Tool Company, la holding tramite la quale Howard Hughes controllava Trans World Airlines (TWA), ne ordinò 25 esemplari, anche se la TWA si mostrò scettica sostenendo che l'impiego di un tale velivolo sarebbe stato antieconomico anche con tutti i posti occupati. Poco tempo dopo, tuttavia, la Pratt & Whitney annunciò l'abbandono dello sviluppo della variante ad uso civile del turboelica T34; la Lockheed propose, in sostituzione, una nuova variante del velivolo (designandola L-1559), con l'intenzione di utilizzare quattro turboeliche Allison.
Nel breve volgere di pochi mesi la Lockheed si accordò con la TWA per lo sviluppo di una versione propulsa da motori a pistoni, identificata con la sigla L-1649; un successivo tentativo di abbandonare definitivamente la realizzazione di questa nuova versione si scontrò con il rifiuto da parte della Hughes di concedere il recesso dall'ordine già emesso.
Con il modello L-1649 (cui fu attribuita la denominazione Starliner), la Lockheed propose un aggiornamento meno ambizioso del Constellation: il nuovo design prevedeva la fusoliera della serie L-1049G, mentre veniva realizzata un'ala completamente nuova (dall'apertura di 46 m) che accoglieva quattro motori radiali Wright R-3350 con sistema turbo-compound che, in relazione alla quantità di carburante disponibile, garantivano al nuovo velivolo la capacità di volare senza sosta dagli Stati Uniti all'Europa passando per il polo nord. La Lockheed fece sapere che l'aereo era in grado di trasportare 58 passeggeri per 10 461 km ad una velocità di crociera di 563 km/h, raggiungendo Parigi da New York con un risparmio di tre ore rispetto a quanto era in grado di fare il DC-7C della Douglas con lo stesso carico di persone.

## Impiego operativo
Il primo volo del prototipo dell'L-1649A (matricola N1649, in seguito venduto in Giappone agli inizi degli anni settanta) si ebbe il 10 ottobre 1956. I voli di linea con la TWA (che soprannominò i propri L-1649 "Jetstream") cominciarono il 1º luglio 1957 con la tratta New York-Londra e New York-Francoforte sul Meno. Nel 1958 30 dei 60 voli che la TWA effettuava verso l'Europa erano serviti dagli Starliner, compresi 7 voli non-stop a settimana da Parigi, 5 da Londra, 2 da Madrid, Lisbona e Ginevra e uno da Roma. Altri tre Starliner effettuavano una volta a settimana il volo Europa-California passando per il polo nord, a volte senza dover ricorrere a scali intermedi. I Boeing 707 rimpiazzarono l'ultimo Starliner assegnato dalla TWA ai voli trans-oceanici nell'ottobre 1961; nel dicembre 1962 la sostituzione avvenne anche per i voli interni. Agli inizi degli anni sessanta la Lockheed aveva già convertito 12 Starliner della TWA in aerei da trasporto che servirono in questa veste oltre oceano (fino al 1964) e negli USA (fino al 1967).

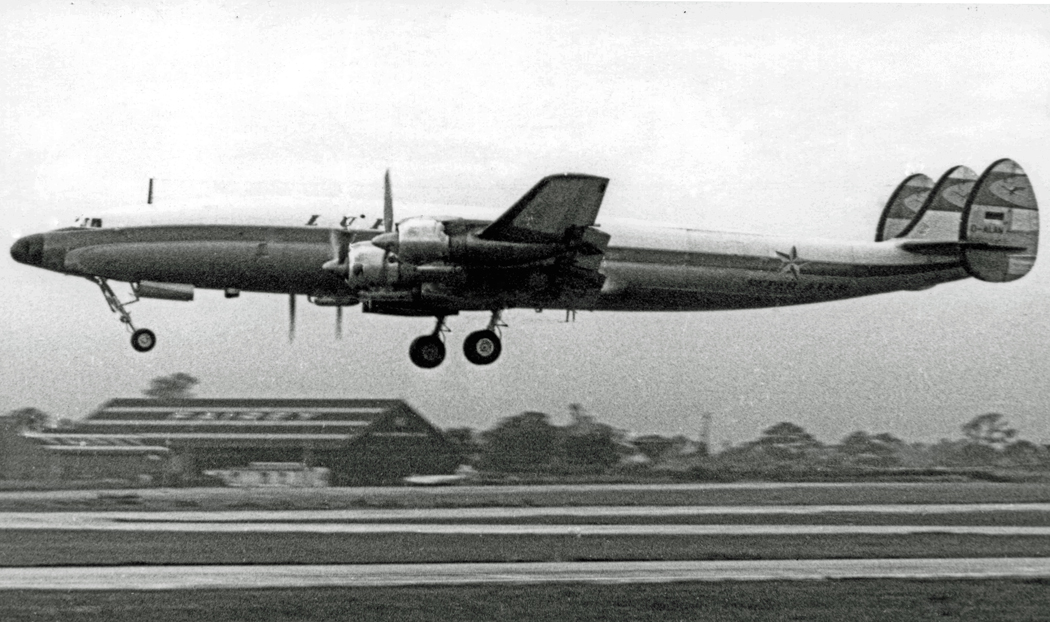
Uno Starliner della Lufthansa mentre decolla dall'aeroporto di Manchester nel 1961

L'Air France acquistò dieci Starliner e fu l'unica compagnia aerea ad utilizzare la denominazione di fabbrica ("Super Starliner" per la precisione). I voli oltre oceano, prima dell'arrivo dei Boeing 707, durarono dall'agosto 1957 al settembre 1960. Dall'aprile 1958 inoltre gli Starliner francesi volarono da Parigi fino a Tokyo passando per Anchorage (Alaska) (tempo previsto 30 ore e 45 minuti), ma non ci furono mai atterraggi nella West Coast degli USA. Nell'estate 1959 i registri Air France riportavano 22 voli non-stop degli Starliner dall'aeroporto di Parigi-Orly a quello di Idlewild (Michigan), con quattro di questi voli che proseguivano per Città del Messico; due volte a settimana gli Starliner eseguivano anche voli andata-ritorno da Orly a Montréal o Chicago.
La Lufthansa fu l'ultima compagnia aerea a comprare degli Starliner nuovi: i quattro esemplari acquistati vennero chiamati "Super Star" e volarono su rotte transatlantiche. Nell'estate 1959, la Lufthansa offriva voli non-stop con gli Starliner da Francoforte sul Meno a New York, Parigi-Orly e Düsseldorf. Con l'arrivo dei Boeing 707 nel 1960, la Lufthansa decise di convertire due Starliner in aerei da trasporto merci.
Allo Starliner si mostrò interessata anche l'italiana LAI. Un ordine di quattro velivoli venne però annullato dopo la fusione della società con l'Alitalia nel 1957. La nuova società si mostrò invece interessata ai Douglas DC-7C, ed i quattro Starliner inizialmente costruiti per l'Italia vennero, negli anni seguenti, consegnati alla TWA. La brasiliana Varig ordinò due Starliner, ma l'ordine venne tramutato nell'acquisto di due Super Constellation. L'Alaska Airlines impiegò due Starliner per operazioni MATS (Military Air Transport Service) negli anni sessanta. Altri operatori usarono lo Starliner come aereo da trasporto merci. Con l'inizio degli anni ottanta, tutti gli Starliner avevano cessato di volare.
L'alto costo dell'aereo (3000000 $ del tempo) penalizzò la diffusione dello Starliner che, al momento della cessata produzione, uscì dalle fabbriche in sole 44 unità.

## Versioni
I dati sulle versioni sono tratti da "www.uswarplanes.net".
- L-1649A - versione iniziale costruita in 44 esemplari e propulsa da quattro motori Wright R-3350 988 TC18-EA-2.
  - XW2V-1 -  variante dell'L-1649A pensata per la marina militare USA equipaggiata con un radome dorsale; progetto cancellato.
- L-1649B - versione turbopropulsa proposta ma mai costruita.

## Utilizzatori

### Civili
Lista parziale
 Argentina
- Linea Aerea Patagonica Argentina
- Trans Atlantica Argentina

 Brasile
- Varig

 Canada
- World Wide Airways

 Colombia
- Aerovías Cóndor de Colombia - Aerocondor

 Francia
- Air France

 Germania
- Lufthansa

 Lussemburgo
- Luxair

 Stati Uniti
- Fly by Night Safaris
- Six-T Ranch
- Trans American Leasing
- Trans World Airlines
- Willair International

 Sudafrica
- Trek Airways

### Enti governativi
Stati Uniti
- Federal Aviation Administration

## Incidenti
Dati tratti da Aviation Safety Network.
Complessivamente risultano 9 eventi che hanno visto protagonisti gli Starliner (compreso un crash test realizzato dalla Federal Aviation Administration).
Un incidente ebbe luogo sul territorio italiano, per la precisione il 26 giugno del 1959 nel territorio di Olgiate Olona (VA).

## Esemplari attualmente esistenti
La Lufthansa possiede ancora tre Starliner: uno in ristrutturazione all'aeroporto di Auburn-Lewiston (matricola N7361C), un secondo, matricola N8083H, è usato come fonte di ricambi per l'N7361C ed il terzo, matricola N974R, è in mostra al Fantasy of Flight di Polk City, Florida.
Un altro esemplare di Starliner, matricola ZS-DVJ, è conservato, al 2004, al South African Airways Museum in Sudafrica.